# Yuto Iwasaki
Yuto Iwasaki (født 11. juni 1998) er en japansk fodboldspiller, som spiller for den japanske fodboldklub Hokkaido Consadole Sapporo.